# Mauro Julián Molina
Mauro Julián Molina (Embalse, provincia de Córdoba, Argentina; 29 de julio de 1999) es un futbolista argentino. Juega de delantero y su equipo actual es Dock Sud, de la Primera B. Es hermano del también futbolista Nahuel Molina.

## Carrera

### Independiente
Molina realizó las divisiones inferiores en Independiente. Debutó como profesional el 9 de diciembre de 2017 en la victoria por 1-2 sobre Arsenal. Ingresó a los 44 minutos del segundo tiempo por Walter Erviti.
Convirtió su primer gol el 6 de marzo de 2019 en la goleada por 4-0 a Atlas por Copa Argentina.

### Temperley
A mediados de 2020 fue prestado a Temperley, equipo de la Primera Nacional. Con el Gasolero debutó el 6 de diciembre en la derrota por 1-0 contra Agropecuario, ingresando a los 34 minutos del segundo tiempo por Ariel Cólzera. Convirtió su primer gol en la categoría al año siguiente, cuando Temperley derrotó por 3 a 2 a Estudiantes.
En su cesión, Mauro Molina jugó 31 partidos y convirtió 3 goles.

### Quilmes
Independiente volvió a prestar a Molina a un equipo de la segunda categoría del fútbol argentino, esta vez a Quilmes.

## Estadísticas

### Clubes
- Actualizado hasta el 17 de agosto de 2025.

| Independiente Argentina | 1.ª                 | 2017-18             | 1  | 0  | 0 | 0 | 0 | 0 | 1   | 0  | 0    |
| Independiente Argentina | 1.ª                 | 2018-19             | 5  | 0  | 1 | 1 | 1 | 0 | 7   | 1  | 0.14 |
| Independiente Argentina | 1.ª                 | 2019-20             | 0  | 0  | 0 | 0 | - | - | 0   | 0  | 0    |
| Independiente Argentina | Total club          | Total club          | 6  | 0  | 1 | 1 | 1 | 0 | 8   | 1  | 0.13 |
| Temperley Argentina | 2.ª                 | 2020                | 5  | 0  | - | - | - | - | 5   | 0  | 0    |
| Temperley Argentina | 2.ª                 | 2021                | 24 | 3  | 2 | 0 | - | - | 26  | 3  | 0.12 |
| Temperley Argentina | Total club          | Total club          | 29 | 3  | 2 | 0 | - | - | 31  | 3  | 0.1  |
| Quilmes Argentina | 2.ª                 | 2022                | 14 | 2  | 2 | 1 | - | - | 16  | 3  | 0.19 |
| Quilmes Argentina | Total club          | Total club          | 14 | 2  | 2 | 1 | - | - | 16  | 3  | 0.19 |
| Defensores de Belgrano Argentina | 2.ª                 | 2023                | 11 | 1  | 0 | 0 | - | - | 11  | 1  | 0.09 |
| Defensores de Belgrano Argentina | Total club          | Total club          | 11 | 1  | 0 | 0 | - | - | 11  | 1  | 0.09 |
| Güemes Argentina | 2.ª                 | 2024                | 2  | 0  | - | - | - | - | 2   | 0  | 0    |
| Güemes Argentina | Total club          | Total club          | 2  | 0  | - | - | - | - | 2   | 0  | 0    |
| Dock Sud Argentina | 3.ª                 | 2024                | 9  | 1  | - | - | - | - | 9   | 1  | 0.11 |
| Dock Sud Argentina | 3.ª                 | 2025                | 24 | 9  | - | - | - | - | 24  | 9  | 0.38 |
| Dock Sud Argentina | Total club          | Total club          | 33 | 10 | - | - | - | - | 33  | 10 | 0.3  |
| Total en su carrera | Total en su carrera | Total en su carrera | 95 | 16 | 5 | 2 | 1 | 0 | 101 | 18 | 0.18 |
| (1) Las copas nacionales se refiere a la Copa Argentina y a la Copa de la Superliga Argentina. (2) Las copas internacionales se refiere a la Copa Libertadores y a la Copa Sudamericana. (3) Media de goles por encuentro. No incluye goles en partidos amistosos. |                     |                     |    |    |   |   |   |   |     |    |      |